# Bridgton
Bridgton er en by i Cumberland County, Maine, USA. Befolkningen var 5.210 ved folketællingen i 2010.
Et feriestedområde i Maine's Lakes Region, Bridgton, er hjemsted for Bridgton Academy, en privat forberedende skole og Four on the Fourth Road Race.
44°03′17″N 70°42′46″V / 44.05479°N 70.71284°V